# Heinrich Wilhelm Grauert
Heinrich Wilhelm Grauert (Amsterdam, 25 marzo 1804 – Vienna, 10 gennaio 1852) è stato un filologo classico tedesco.

## Biografia
Dal 1821 studiò storia e filologia all'Università di Bonn, dove fu allievo di Karl Friedrich Heinrich e August Ferdinand Naeke. A Bonn, ebbe come insegnante lo storico Barthold Georg Niebuhr, di cui Grauert lavorò anche come tutore per il figlio Marcus. Nel 1825 ricevette il dottorato con una dissertazione sul favolista Esopo, intitolato De Aesopo et fabulis Aesopicis. Nel 1827 fu nominato professore associato di storia e studi classici all'Accademia di Münster, dove nel 1836 ottenne una cattedra per insegnare storia. Nel 1850 divenne professore di storia e direttore del seminario storico dell'Università di Vienna, ma morì poco dopo il 10 gennaio 1852, all'età di 47 anni.

## Opere principali
- Historische und philologische Analekten, 1833.
- Christina Königinn von Schweden und ihr Hof (2 volumi, 1837–42).
- Die Thronentsagung des Königs Johann Casimir von Polen und die Wahl seines Nachfolgers, 1851.